# 新哈莫尼 (犹他州)
新哈莫尼（英文：New Harmony），是美国犹他州华盛顿县下属的一座城市。1936年建市，面积大约为0.4平方英里（1.0平方公里），海拔约为5,305英尺（1,617米）。根据2010年美国人口普查，该市有人口207人。